# António Camarão
Pour les articles homonymes, voir António Teixeira.
António Teixeira, souvent appelé António Camarão, est un footballeur portugais né et mort à des dates inconnues. Il évoluait au poste de milieu.

## Biographie

### En club
António Camarão est joueur des principaux clubs de l'île de Madère dans les années 1920 et 1930 : CS Marítimo et le CD Nacional, il est l'un des premiers joueurs de l'île internationaux.
Avec le CS Marítimo, il remporte notamment le Campeonato de Portugal en 1926, la première compétition nationale portugaise jouée sous un format très proche de la Coupe du Portugal actuelle.

### En équipe nationale
International portugais, il reçoit une unique sélection en équipe du Portugal : le 12 avril 1931, il joue contre l'Italie (défaite 0-2 à Porto).

## Palmarès
CS Marítimo
- Campeonato de Portugal (1) :
  - Vainqueur : 1925-26.